# 德拉巴巴纳纳克
德拉巴巴纳纳克（Dera Baba Nanak），是印度旁遮普邦Gurdaspur县的一个城镇。总人口7493（2001年）。

## 人口
该地2001年总人口7493人，其中男性3915人，女性3578人；0—6岁人口884人，其中男502人，女382人；识字率75.07%，其中男性为78.14%，女性为71.72%。

## Gallery

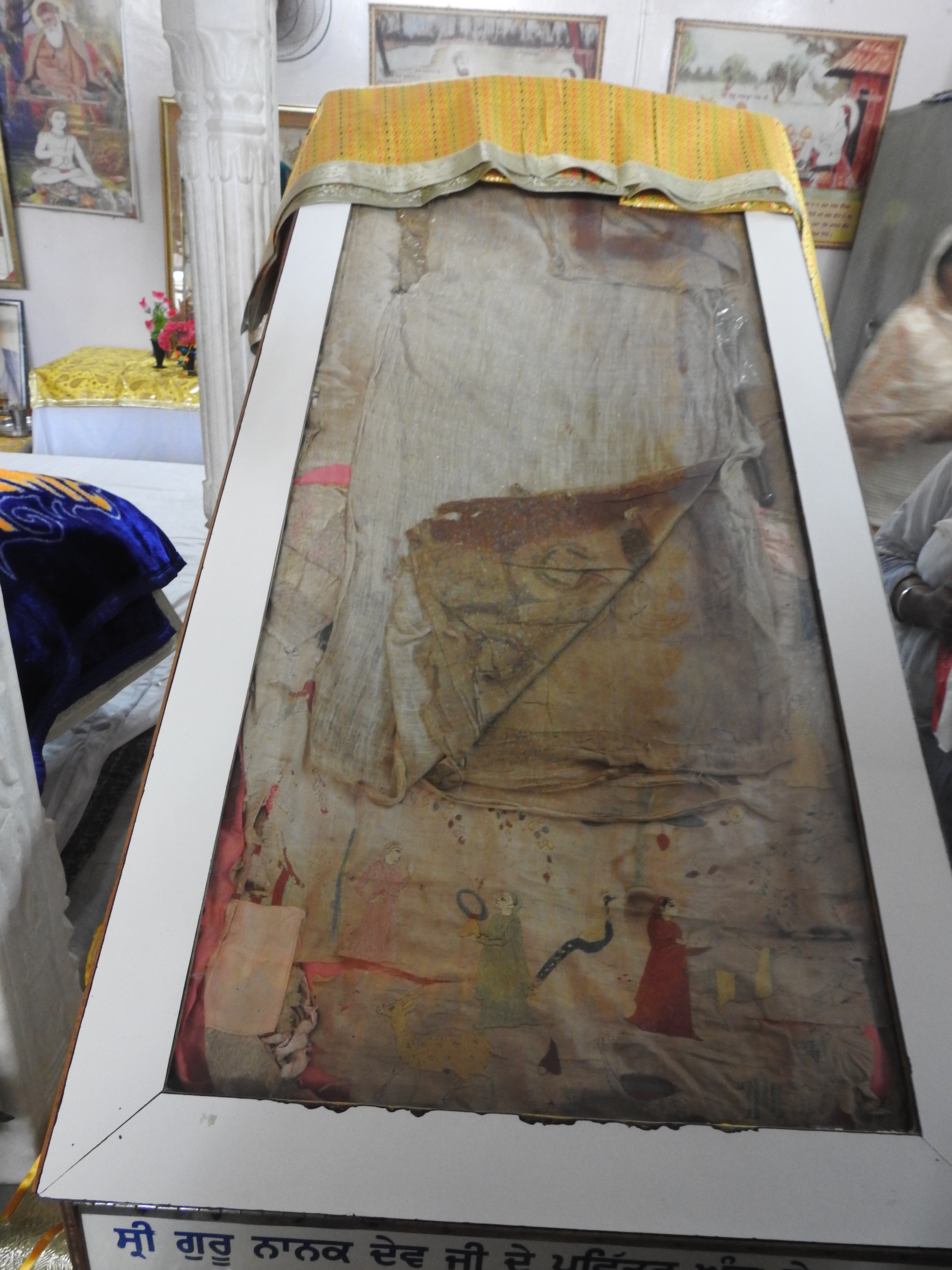
Garments Of Guru Nanak preserved at  Gurudwara Sri Chola Sahib
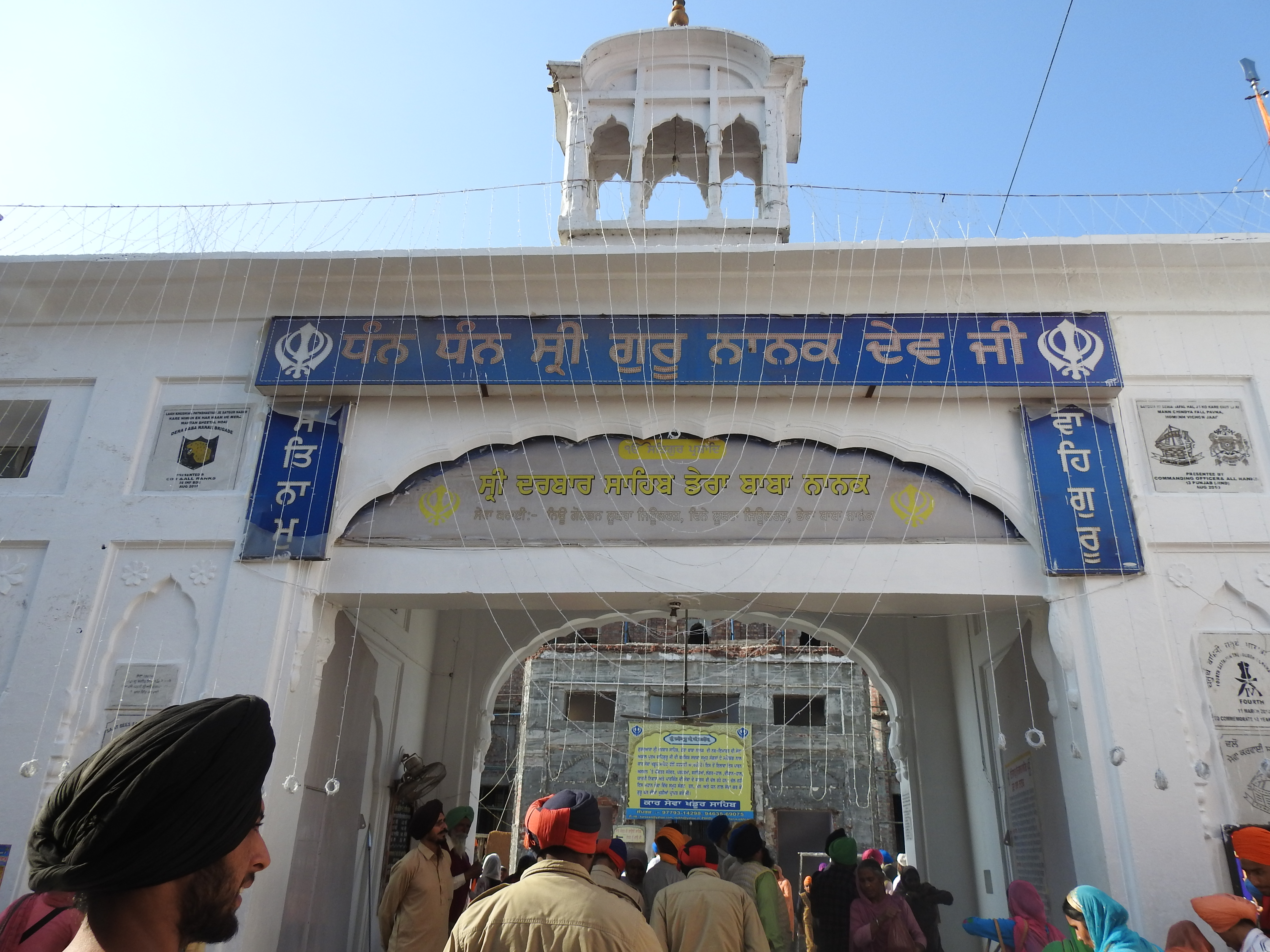
Gurudwara Sri Chola Sahib